# 卡斯爾福德 (愛達荷州)
卡斯爾福德（英語：Castleford）是一個位於美國愛達荷州特溫福爾斯縣的城市。

## 地理
卡斯爾福德的座標為42°31′13″N 114°52′19″W / 42.52028°N 114.87194°W，而該地的平均海拔高度為1180米（即3871英尺）。

## 人口
根據2010年美國人口普查的數據，卡斯爾福德的面積為0.25平方千米，當中陸地面積為0.25平方千米，而水域面積為0.00平方千米。當地共有人口226人，而人口密度為每平方千米904人。